# Wapen van Attert

Het wapen van Attert sinds 1994.

Het Wapen van Attert is het heraldisch wapen van de Belgische gemeente Attert. Het wapen werd op 6 oktober 1994 bij Ministerieel Besluit aan de gemeente toegekend.

## Geschiedenis
Het wapen van Attert is een nieuwe creatie, waarbij de golvende faas van azuur voor de rivier de Attert staat en de vijf klaveren voor de vijf deelgemeentes: Attert, Nobressart, Nothomb, Thiaumont en Tontelange.

## Blazoen
Het huidige wapen heeft de volgende blazoenering:
D'argent à la fasce ondée d'azur accompagnée de cinq trèfles de sinople, trois en chef et deux en pointe.
Van zilver met golvende faas van azuur vergezeld van vijf klavers van sinopel, drie boven en twee beneden.— Ministerieel Besluit van 6 oktober 1994.